# Michel Delbaere
Michel Lucien Alice Marie Baudouin Delbaere (Oostende, 5 februari 1953) is een Belgisch ondernemer en bestuurder.

## Levensloop
Delbaere behaalde in 1975 het diploma van licentiaat in de rechten aan de Katholieke Universiteit Leuven en licentiaat economische wetenschappen aan de Université Catholique de Louvain.
Na enkele jaren in New York bij JP Morgan te hebben gewerkt, stichtte hij in 1978 Crop's in Ooigem, actief in de voedingsindustrie.
In 2012 werd hij aangesteld als voorzitter van Voka in opvolging van Luc De Bruyckere. Hij bleef voorzitter tot 2015 en werd opgevolgd door Paul Kumpen.
In 2016 werd Delbaere aangesteld als voorzitter van de raad van bestuur van het textielbedrijf Sioen. Daarnaast is hij bestuurder bij verschillende ondernemingen (SD Worx, Delcredere, Montea, Delen Private Bank …), lid van de regionale raad van bestuur van BNP Paribas Fortis, lid van het directiecomité van het Verbond van Belgische Ondernemingen (VBO) en lid van de raad van bestuur van Voka. Hij is ook bestuurder van de Muziekkapel Koningin Elisabeth. Verder is hij ook gewezen voorzitter en bestuurslid van Fevia (federatie van de Belgische voedingsindustrie).
In 2023 kreeg hij de graad van Grootofficier in de Leopoldsorde.

## Familie
Michel Delbaere is de kleinzoon van Pieter Delbaere, de schoonzoon van Walter Vanden Avenne en de schoonbroer van Patrick Vanden Avenne. Net zoals zijn schoonvader was hij voorzitter van het Vlaams Economisch Verbond (VEV).